# Coupe Mitropa 1927
Navigation
Édition suivante
La Coupe Mitropa 1927 est la première édition de la Coupe Mitropa. Elle est disputée par huit clubs provenant de quatre pays européens : la Yougoslavie, la Hongrie, l'Autriche et la Tchécoslovaquie.
La compétition est remportée par l'AC Sparta Prague, qui bat en finale le SK Rapid Vienne sur le score cumulé de sept buts à quatre.

## Compétition
Les matchs des quarts, des demies et la finale sont en format aller-retour. 

### Quarts de finale
| Équipe 1         | Résultat | Équipe 2         | Aller | Retour |
| ---------------- | -------- | ---------------- | ----- | ------ |
| Hungária FC      | 8 - 2    | BSK Belgrade     | 4 - 2 | 4 - 0  |
| SK Rapid Vienne  | 9 - 1    | Hajduk Split     | 8 - 1 | 1 - 0  |
| AC Sparta Prague | 8 - 6    | SK Admira Vienne | 5 - 1 | 3 - 5  |
| SK Slavia Prague | 6 - 2    | Újpest FC        | 4 - 0 | 2 - 2  |

### Demi-finales
| Équipe 1         | Résultat | Équipe 2         | Aller | Retour |
| ---------------- | -------- | ---------------- | ----- | ------ |
| SK Slavia Prague | 3 - 4    | SK Rapid Vienne  | 2 - 2 | 1 - 2  |
| Hungária FC      | 2 - 2    | AC Sparta Prague | 2 - 2 | 0 - 0  |

L'AC Sparta Prague passe en finale, le Hungária FC ayant aligné un joueur non qualifié.

### Finale
| Équipe 1         | Résultat | Équipe 2        | Aller | Retour |
| ---------------- | -------- | --------------- | ----- | ------ |
| AC Sparta Prague | 7 - 4    | SK Rapid Vienne | 6 - 2 | 1 - 2  |